# Джулс Оліцькі
Евель Деміковський (професійно відомий як Джулс Оліцькі, англ. Jules Olitski; Yevel Demikovsky or Jevel Demikovsky, also called Jules Demikov: 27 березня 1922, Сновськ, Чернігівська область, Україна — 4 лютого 2007 року) — американський живописець і скульптор, представник абстракционізму та живопису кольрового поля.